# چطوری میشه یه بانک زد (فیلم ۲۰۲۴)
چطوری میشه یه بانک زد (به انگلیسی: How to Rob a Bank) یک فیلم مستند آمریکایی محصول سال ۲۰۲۴ به کارگردانی استیون رابرت مورس و ست پورگس است. این فیلم دربارهٔ اسکات اسکورلاک، معروف به راهزن هالیوود است که بین سال‌های ۱۹۹۲ تا ۱۹۹۶ به ۱۹ بانک تأیید شده در سیاتل دستبرد زد. این فیلم در ۵ ژوئن ۲۰۲۴ از نتفلیکس پخش شد.
این مستند که شامل مصاحبه‌هایی با خود سارقان بانک هالیوود، مأموران قانون و شخصیت‌هایی از شمال غربی اقیانوس آرام است، ظهور اسکات اسکورلاک را به عنوان سارق بانکی که به هالیوود معروف است، و موفق‌ترین سارق بانک آمریکا، روایت می‌کند.

## بازخوردها
- تا ژوئیه ۲۰۲۴، این فیلم بر اساس رای ۱۲ نقد منتقد، امتیاز ۱۰۰٪ را در سایت راتن تومیتوز کسب کرده است.[۳]
- این فیلم به مدت دو هفته در بین ۱۰ فیلم پربیننده نتفلیکس قرار داشت و در هفته انتشار، سومین فیلم اورجینال پربیننده در فضای استریم بود.[۴]